# Михаил (Дахулич)
Архиепи́скоп Михаи́л (англ. Archbishop Michael, в миру Майкл Джордж Дахулич; англ. Michael George Dahulich; род. 29 августа 1950, Джонсон-Сити, штат Нью-Йорк) — епископ Православной церкви в Америке, епископ Нью-Йоркский и Нью-Джерсийский.

## Биография
Родился в городе Джонсон-Сити в семье Петра Дахулича и Энн (урождённой Росилич). Его мать была из православной семьи, а отец перешёл в православие из униатства. У него был брат Джордж и сестра Барбара. Был крещен в младенческом возрасте в православной вере в церкви Святого Михаила в Бингемтоне, где его родители поженились в 1948 году. Вырос в Бингемтоне, штат Нью-Йорк.
По собственному признанию, мать «и её родители воспитывали меня в вере своим примером, а моя мать читала мне библейские истории и жития святых с самого раннего детства. С десяти лет, пока я не окончил колледж и не поступил в семинарию, я служил алтарником под опекой моего пастора о. Стивена Дутко, который был вдохновителем моего призвания. В возрасте 14 лет, молясь перед иконой Пресвятой Богородицы в праздник Ее Успения, я поклялся служить Святой Церкви в любом качестве, которое Бог укажет мне, прося покровительства и руководства у Святой Матери».
В 1967 году окончил среднее образование в Бингхэмптонской центральной высшей школе, а через два года окончил из Брумский общественный колледж в Бингхэмптоне, штат Нью-Йорк. После этого он поступил в Духовную семинарию Христа Спасителя в Джонстауне, штат Пенсильвания, которую окончил в декабре 1972 года. Будучи студентом семинарии, я познакомился с Деборой Сандак, прихожанкой храма Христа Спасителя в Джонстауне, с которой он обвенчался 21 января 1973 года в Джонстаунском соборе.
3 февраля 1973 года в часовне Святого Апостола Петра в Джонстауне епископом Иоанном (Мартином) был рукоположён в сан диакона, а 4 февраля в Храме Христа Спасителя в Джонстауне — в сан священника в юрисдикции Американской Карпаторосской епархии Константинопольского Патриархата. 18 февраля 1973 года назначен настоятелем общины Петра и Павла в Хомер-Сити, штат Пенсильвания, небольшой миссионерской общины, в которой никогда не было штатного священника. Через два дня по дороге в Дженнерс, штат Пенсильвания, попал с женой в автомобильную аварию, в которой его жена погибла мгновенно, а он пролежал в больнице три месяца.
Овдовев, продолжил образование. Окончил Колледж святого Викентия в Латроубе, штат Пенсильвания, со степенью по философии, затем Дюкейнский университет в Питтсбурге, получив степень магистра, а затем доктора богословия. В Дюкейнском университете, во время докторантуры, был также адъюнкт-лектором на богословском факультете, преподавая Священное Писание и Восточное Православие.
В то же время на протяжении 13 лет продолжал окормлять Петропавловский храм. За это время община выросла от 60 до 130 человек и из миссии сделалась приходом.
Вдобавок к пастырскому служению был инспектором в Семинарии Христа Спасителя в Джонстауне, где также преподавал Этику, Священное Писание и Гомилетику.
В 1982 возведён в сан протоиерея и назначен вице-секретарём епархии. До смерти в 1984 году епископа Иоанна служил его личным секретарём.
Служил вице-секретарём епархии и секретарём епископа Амисского Николая (Смишко) до декабря 1985 года, когда был назначен священником Свято-Духовской церкви в Финиксвилле, штат Пеннсильвания, где служил следующие 16 лет. За этот срок приход вырос от 256 до около 450 членов.
Служил директором религиозного образования Джонстаунского благочиния Американской Карпаторосской епархии. Был младшим редактором официального издания епархии «The Church Messenger». Был благочинным Средне-Атлантического благочиния, вице-председателем миссионерский-просветительского комитета «Урожай 2000», членом Исследовательско-планировочного отдела и Экуменической комиссии при Постоянной Конференции Канонических Православных Епископов в Америке, редактором епархиального молитвенника «Come To Me».
В 1993 году был приглашен преподавать в Тихоновской семинарии в Саут-Кейнане, штат Пенсильвания, где оставался до 2009 года.
В 1998 году решением Константинопольского патриархата награждён саном протопресвитера; возведение совершил митрополит Николай на его приходе в Финиксвилле.
В 2001 году был канонически отпущен из Американской Карпаторусской епархии и принят в Православную Церковь в Америке.
Помимо работы в Тихоновской семинарии, служил членом Отдела по богословскому образованию Православной Церкви в Америке, представителем этой Церкви при совете Американского библейского общества, членом (одно время секретарем) Православного богословского общества Америки, членом совета Православной Христианской ассоциации медицины, психологии и религии (OCAMPR).
22 сентября 2009 года Архиерейским Синодом Православной Церкви в Америке был избран епископом Нью-Йоркским и Нью-Джерсийским.
23 октября того же года в Свято-Тихоновском монастыре в Саут-Кейнане митрополитом всей Америки и Канады Ионой пострижен в рясофор с именем Михаил.
С 1 января 2010 года служил администратором Епархии Нью-Йорка и Нью-Джерси.
30 марта 2010 года, вновь в Свято-Тихоновском монастыре, митрополитом Ионой был пострижен в мантию и на следующий день возведён в сан архимандрита.
8 мая 2010 года в Петропавловском храме в Джерси-Сити, штат Нью-Джерси, состоялась архиерейская хиротония, которую совершили: митрополит всей Америки и Канады Иона (Паффхаузен), архиепископ Детройтский Нафанаил (Попп), архиепископ Оттавский Серафим (Сторхейм), епископ Бостонский и Новой Англии Никон (Лайолин), епископ Филадельфийский Тихон (Моллард), епископ Сан-Францисский Вениамин (Питерсон), епископ Питтсбургский Мелхиседек (Плеска); а также два иерарха Антиохийского Патриархата: епископ Чарльзтонский Фома (Джозеф) и епископ Толедский Марк (Мэймон). 9 мая в Покровском соборе в Нью-Йорке состоялось его настолование.
20 марта 2015 года решением Священного Синода ПЦА был возведён в достоинство архиепископа.

## Публикации
- «Harvest 2000 — A Plan for Mission, Evangelism and Diocesan Growth» // The Church Messenger, July 1992, pp. 5–8.
- «And the Word Became Flesh» // Alive in Christ (Winter 1992), pp. 11–14.
- «The Orthodox Moment» // Alive in Christ (Spring 1993), pp. 11–14.
- «The Apostolic Mission to America — Yesterday and Today» // Alive in Christ (Winter 1993), pp. 15–20.
- «From Death to Life» // Alive in Christ (Summer 1994), pp. 10–13.
- «The Unity of the Church: Biblical Foundations» // Alive in Christ (Winter 1994), pp. 55–59.
- «Church Renewal — ‘Behold, I Stand at the Door and Knock’» // Alive in Christ (Winter 1995), pp. 49-54.
- «For the Healing of Soul and Body» // Alive in Christ (Summer 1996), pp. 9–13.
- «Healing through Confession and Holy Communion» // Alive in Christ (Winter 1996), pp. 32–38.
- «That You May Be Healed» // Alive in Christ (Summer 1997), pp. 37–39.
- «A Modern-Day Saint and his Disciple — St. Silouan and Father Sophrony» // Alive in Christ (Winter 1997), pp. 55–61.
- «Mission, Evangelism and Growth — The Sobering Facts» // Alive in Christ (Winter 1998), pp. 31–39.
- «The Scriptural Legacy of the Church Enshrined in the Writings of the Holy Fathers» // Alive in Christ (Winter 1999), pp. 9–14.
- «Uniting Our Church in This Country» // Alive in Christ (Winter 2000), pp. 27–32.
- «Jesus Christ, the Son of the Sitka Madonna» // Alive in Christ (Summer 2001), pp. 6–8.
- «Sobornost: The Nature of the Orthodox Church» (Part I) // Alive in Christ (Winter 2001), pp. 8–11.
- «Sobornost: The Nature of the Orthodox Church» (Part II) // Alive in Christ (Spring 2002), pp. 12–19.
- «The Challenge of Stewardship» // Alive in Christ (Winter 2003), pp. 7–9.
- «Canonization of a Monastic: How Bishop Raphael Was Made a Saint» // Alive in Christ (Winter 2004), pp. 24–30.